# Giuseppe Arena
Giuseppe Arena (1713? Malta – 6. listopadu 1784 Neapol) byl italský varhaník a hudební skladatel narozený na Maltě.

## Život
Od roku 1725 do 1735 studoval na neapolské konzervatoři Conservatorio dei Poveri di Gesù Cristo. Jeho učiteli byli Gaetano Greco a Francesco Durante. Mezi jeho spolužáky byl později slavnější Giovanni Battista Pergolesi. Svou první operu, Achille in Sciro, uvedl v Římě v Teatro delle Dame v roce 1738. Další díla se pak hrála v Turíně, Benátkách a v Neapoli. V Neapoli také působil jako varhaník v kostele San Filippo Neri.

## Dílo

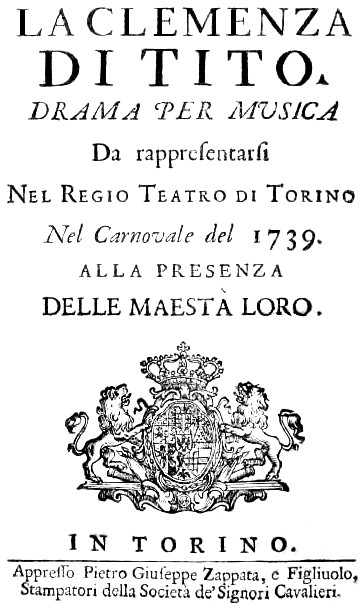
Titulní strana libreta opery La Clemenza di Tito.

### Opery
- Achille in Sciro, drama per musica (Pietro Metastasio, 1738 Řím, Teatro delle Dame)
- La clemenza di Tito, opera seria (Pietro Metastasio, 1739 Turín, Teatro Regio)
- Il vello d'ora, componimento drammatico (Dionisio Fiorilli, 1740 Řím)
- Artaserse, opera seria (Metastasio, 1741 Turín, Teatro Regio)
- Alessandro in Persia, pasticcio (spoluautoři Baldassare Galuppi, Johann Adolph Hasse, Giovanni Battista Lampugnani, Leonardo Leo, Giovanni Battista Pescetti a Domenico Scarlatti 1741 Londýn, Her Majesty’s Theatre)
- Tigrane, opera seria (Francesco Silvani podle Goldoniho, 1741 Benátky, Teatro San Giovanni Grisostomo)
- Farnace, opera seria (Antonio Maria Lucchini, spoluautor Giuseppe Sellitto 1742 Řím, Teatro Capranica)
- Il vecchio deluso, commedia per musica (Giuseppe Palomba, 1746 Neapol, Teatro Nuovo)

### Chrámová hudba
- Componimento per musica per la solennità del Corpus Domini (1765, Neapol)
- Christus per 2 soprani e basso continuo
- Ave Maria per soprano e organo